# بر الجصة
منتجع بر الجصة ، يقع في سلطنة عمان بالقرب من مسقط. المنتجع كان في أساسه مجموعة من الجبال تطل على خليج عمان ، قبل أن تشق طرق وتهدم أجزاء من الجبال المحيطة من أجل إقامة المنتجع الذي يتكون من 3 فنادق. ويعد المنتجع خطوة رائدة في وضع قاعدة للسياحة بسلطنة عمان، ويتكون المنتجع من :
- فندق الحصن : الذي يضم 180 غرفة وجناحا ويعد الأكثر فخامة بين الفنادق الثلاثة التي تكون المنتجع.
- فندق البندر : الذي يتكون من 198 غرفة وجناحاً.
- فندق الواحة : للعائلات الذي يتكون من 302 غرفة وجناح.

وتطل كل الغرف على البحر في شاطئ يبلغ طوله 580 مترا، كما يضم المنتجع قرية صحية (CHIA) ستكتمل أعمال الإنشاءات بها خلال مايو المقبل وهي تشتمل على (8 فيلات كبيرة و4 فيلات صغيرة خاصة)، ويضم الفندق 3 مسابح بمساحة إجمالية تبلغ 6000 متر مربع، اثنان منها مرتبطان بنهر اصطناعي و19 منفذا للطعام والشراب (وتضمن 6 مطاعم رئيسية و7 منافذ لتناول الطعام ومطعم المسبح بالإضافة إلى محلين للترفيه وناد ليلي) بالإضافة إلى وجود تسهيلات ومرافق لعقد المؤتمرات و4 ملاعب تنس ، وقرية للتراث العماني، بالإضافة ة إلى ومسرح مفتوح في الهواء الطلق يتسع لـ 1000 مقعد، بالإضافة إلى المارينا البحرية والمغطس، وموقع اثري مفتوح للضيوف، ومحمية للسلاحف ، بالإضافة إلى العديد من الرياضات البحرية بما في ذلك مشاهدة الدلافين والحيتان.

## المصدر
- بر الجصة من موقع جريدة الشرق الأوسط
- (بالإنجليزية) منتجع برِّ الجصة من موقع مؤسسة شانغريلا الشركة المؤسسة